# عمار جعفر
عمار جعفر ميرزا علي عبد النبي (ولد في 18 مايو 2002 في المنامة، البحرين) لاعب كرة قدم بحريني دولي يجيد اللعب في مركز الوسط المحوري. يلعب حاليا لصالح الاتحاد البحريني منذ 2020.